# Андреев, Иван Михайлович (генерал-майор)
Иван Михайлович Андреев (1904—1970)— советский партийный и военный деятель, генерал-майор, во время войны — начальник Политуправления Западного и 3-го Белорусского фронтов.
Член партии с 1925 года.
До 1918 г. работал в хозяйстве отца в п. Марьино Московской губернии. Затем — чернорабочий артели «Буракол», метельщик службы путей Московской городской железной дороги, с 1924 г. — кондуктор, вагоновожатый, ответственный секретарь ячейки ВЛКСМ Русаковского трамвайного
парка (Москва).
Окончил Институт подготовки кадров красной профессуры (1932).
С сентября 1932 г. — на партийной работе:
- секретарь парткома фабрики им. Балакирева;
- ответственный инструктор; зам. зав. отдела партийный кадров; второй секретарь; зав. Совторготдела; зав. Организационно-инструкторским отделом; секретарь Бауманского райкома ВКП(б);
- 1-й секретарь Красногвардейского, Советского райкомов, секретарь Московского горкома ВКП(б).

С июня 1942 г. — в РККА, зам. начальника, в 1943 г. — начальник Политуправления Западного фронта. В 1943—1945 начальник Политуправления 3-го Белорусского фронта. Генерал-майор (02.11.1944).
С 27 июля 1945 г. — зам. нач. штаба по политчасти и нач. политотдела штаба СВАГ. С июня 1946 по 1948 г. — начальник Политуправления СВАГ.
Похоронен на Новодевичьем кладбище.